# Accord de Nouméa
L'accord de Nouméa est un accord qui prévoit des transferts de compétences en Nouvelle-Calédonie par l'État français dans de nombreux domaines à l'exception de ceux de la défense, de la sécurité, de la justice et de la monnaie. Négocié à la suite des accords de Matignon de 1988, l'accord fut signé le 5 mai 1998 à Nouméa, en Nouvelle-Calédonie, sous l'égide de Lionel Jospin, Premier ministre français. Il a la particularité d'être contraignant pour le gouvernement français et institue des transferts de compétences déclarés comme irréversibles pour lesquels tout projet ultérieur de retour en arrière se retrouve ainsi, de fait, conditionné à la fois à un référendum et à une modification constitutionnelle.
À l'issue de cette démarche, trois référendums sur l'indépendance de la Nouvelle-Calédonie sont prévus par l'accord en cas de vote négatif pour les deux premiers. Le premier de ces référendums est organisé le 4 novembre 2018, le second le 4 octobre 2020, et le troisième le 12 décembre 2021. Ce dernier référendum fut particulièrement marqué par l'abstention (56%), les indépendantistes ayant appelé au boycott en raison d'un désaccord sur la date du scrutin. Il s'agit pour les habitants de déterminer le futur statut institutionnel de l'île. À ces dates, les citoyens néo-calédoniens et les résidents du territoire ont été appelés à se prononcer par oui ou par non à la question : « Voulez-vous que la Nouvelle-Calédonie accède à la pleine souveraineté et devienne indépendante ? ».

## Signataires
Ont signé l'accord de Nouméa le 5 mai 1998 :
- au nom de l'État :
  - Lionel Jospin, Premier ministre, les négociations ayant été menées en son nom par son conseiller à l'intérieur Alain Christnacht ;
  - Jean-Jack Queyranne, secrétaire d'État à l'outre-mer auprès du ministre de l'Intérieur, les négociations ayant été menées en son nom par son directeur de cabinet Thierry Lataste.
- au nom du Rassemblement pour la Calédonie dans la République (RPCR, anti-indépendantiste) :
  - Jacques Lafleur, président du RPCR, président de l'Assemblée de la Province Sud et député de la 1re circonscription ;
  - Pierre Frogier, député de la 2e circonscription, 1er vice-président de l'Assemblée de la Province Sud et maire du Mont-Dore ;
  - Simon Loueckhote, sénateur de la Nouvelle-Calédonie et élu de l'Assemblée de la Province des îles Loyauté et du Congrès ainsi que conseiller municipal d'Ouvéa ;
  - Harold Martin, président du Congrès du Territoire, élu de l'Assemblée de la Province Sud et maire de Païta ;
  - Jean Lèques, maire de Nouméa, élu de l'Assemblée de la Province Sud et du Congrès ;
  - Bernard Deladrière, directeur de cabinet du président de l'Assemblée de la Province Sud, Jacques Lafleur.
- au nom du Front de libération nationale kanak et socialiste (FLNKS, indépendantiste) :
  - Roch Wamytan, président unitaire du FLNKS, membre de l'Union calédonienne (UC), grand-chef de la tribu de Saint-Louis et du district du Pont-des-Français, élu de l'Assemblée de la Province Sud et du Congrès ;
  - Paul Néaoutyine, chef du Parti de libération kanak (Palika) et de l'Union nationale pour l'indépendance (UNI), élu de l'Assemblée de la Province Nord et du Congrès ainsi que maire de Poindimié ;
  - Charles Pidjot, membre de l'UC, neveu de l'ancien député Rock Pidjot ;
  - Victor Tutugoro, porte-parole de l'Union progressiste en Mélanésie (UPM).

## Termes de l'accord

### Préambule
Le préambule est cité comme l'un des textes fondateurs de la politique néo-calédonienne depuis la fin des années 1990, définissant plusieurs notions considérées comme des valeurs fondamentales dans l'archipel depuis lors : la « double légitimité » des Kanak et non-Kanak ou le « destin commun », tout particulièrement. 
Il comprend cinq paragraphes :
1. La légitimité des Kanak en tant que peuple autochtone de la Nouvelle-Calédonie, de leur « civilisation propre, avec ses traditions, ses langues, la coutume qui organisait le champ social et politique », de « leur culture et leur imaginaire » et de leur « identité [...] fondée sur un lien particulier à la terre » ;
2. La légitimité des « nouvelles populations » venues à la suite de la colonisation, descendants des « hommes et des femmes [...] venus en grand nombre, aux XIXe et XXe siècles, convaincus d'apporter le progrès, animés par leur foi religieuse, venus contre leur gré ou cherchant une seconde chance en Nouvelle-Calédonie » et qui « ont apporté avec eux leurs idéaux, leurs connaissances, leurs espoirs, leurs ambitions, leurs illusions et leurs contradictions ». Leur rôle dans « la mise en valeur minière ou agricole et, avec l'aide de l'État, [dans] l'aménagement de la Nouvelle-Calédonie » par l'apport de leurs « connaissances scientifiques et techniques » est reconnu ;
3. La reconnaissance des « ombres de la période coloniale, même si elle ne fut pas dépourvue de lumière » (dépossession de terres et déplacements, désorganisation de l'organisation sociale kanak, négation ou pillage du patrimoine artistique kanak, limitations aux libertés publiques et absence de droits politiques, atteinte à la dignité du peuple kanak) ;
4. La refondation d'un « lien social durable entre les communautés » par la décolonisation (« permettant au peuple kanak d'établir avec la France des relations nouvelles correspondant aux réalités de notre temps »), la participation de toutes les communautés « à la vie du territoire », un « destin commun » basé sur la définition d'une « citoyenneté de la Nouvelle-Calédonie », la « protection de l'emploi local », la continuité de l'apport des « accords de Matignon » (fin de « la violence et du mépris » entre camps politiques et communautés qui a marqué les Évènements des années 1980 au profit de la « paix, de solidarité et de prospérité »), la « pleine reconnaissance de l'identité kanak », le « partage de souveraineté avec la France, sur la voie de la pleine souveraineté ». Le texte oppose le passé (« temps de la colonisation ») au présent (« temps du partage, par le rééquilibrage ») et au futur (« temps de l'identité, dans un destin commun ») ;
5. Ce que prévoit à proprement parler l'accord, « une solution négociée, de nature consensuelle », en introduisant les six parties qui le composent.

### Document d'orientation

#### L'identité kanak
Le texte commence en précisant que l'« organisation politique et sociale de la Nouvelle-Calédonie doit mieux prendre en compte l'identité kanak ». Le titre est subdivisé en cinq sections :
1. Le statut civil particulier ;
2. Droit et structure coutumière (statut juridique et forme du procès-verbal de palabre, le rôle renforcé des aires coutumières, le mode de reconnaissance des autorités coutumières, leur rôle dans la prévention sociale et la médiation pénale et leur association aux processus de décisions politiques, la transformation du Conseil consultatif coutumier en un Sénat coutumier) ;
3. Le patrimoine culturel (le recensement et le rétablissement des noms de lieux, le retour en Nouvelle-Calédonie et la mise en valeur d'objets culturels kanak présents dans des musées ou collections métropolitaines, la reconnaissance des langues kanak comme « langues d'enseignement et de culture » avec le français en Nouvelle-Calédonie, le développement culturel kanak dans les formations artistiques et les médias avec la protection des droits d'auteurs, l'assistance technique et financière de l'État au Centre culturel Tjibaou vu comme « pôle de rayonnement de la culture kanak ») ;
4. La terre (bilan et réforme du rôle et des conditions de fonctionnement de l'Agence de développement rural et d'aménagement foncier, ADRAF, cadastre des terres coutumières, poursuite de la réforme foncière, examens des domaines de l'État et du Territoire et de la zone maritime) ;
5. Les « symboles », prévoyant que « des signes identitaires du pays, nom, drapeau, hymne, devise, graphismes des billets de banque devront être recherchés en commun pour exprimer l'identité kanak et le futur partagé entre tous ».

#### Les institutions
Ce titre est introduit en précisant que « l'un des principes de l'accord politique est la reconnaissance d'une citoyenneté de la Nouvelle-Calédonie. Celle-ci traduit la communauté de destin choisie et s'organiserait, après la fin de la période d'application de l'accord, en nationalité, s'il en était décidé ainsi ». Elle est à la base des « restrictions apportées au corps électoral pour les élections aux institutions du pays et pour la consultation finale » et pour « la mise au point des dispositions qui seront définies pour préserver l'emploi local ». 
Il détaille ensuite les institutions en quatre sections :
1. Les Assemblées (celles des trois Provinces et le Congrès, avec leur composition, la durée de leur mandat ramené de six à cinq ans, l'introduction de la notion de loi du pays, le rôle des deux instances consultatives que sont le Sénat coutumier et le Conseil économique et social dans le processus délibératif et législatif du Congrès, la limite géographique des Provinces) ;
2. Le corps électoral et le mode de scrutin ;
3. L'Exécutif ;
4. Les Communes.

#### Les compétences
L'accord de Nouméa prévoit un processus de transferts totaux ou partiels de toutes les compétences (à l'exception des régaliennes, qui ne seront assumées par la Nouvelle-Calédonie que si elle choisit à terme l'indépendance), progressifs et accompagnés par l'État, répartis entre :
1. Les compétences nouvelles conférées à la Nouvelle-Calédonie (immédiatement dès l'application de l'accord et celles transférées dans une seconde étape, « au cours des second et troisième mandats du Congrès » à partir de l'entrée en vigueur de l'accord) ;
2. Les compétences partagées au sein des régaliennes ou d'autres compétences en partie laissées par l'État (en matière de relations internationales et régionales, la « mise en œuvre de la réglementation relative à l'entrée et au séjour des étrangers », l'audiovisuel, le maintien de l'ordre, la réglementation minière, les dessertes aériennes internationales et l'enseignement supérieur et la recherche) ;
3. Les régaliennes qui ne doivent être transférées qu'en cas d'accès à la pleine souveraineté, tout en prévoyant que « des Néo-Calédoniens seront formés et associés à l'exercice de responsabilités dans ces domaines, dans un souci de rééquilibrage et de préparation de cette nouvelle étape » (justice, ordre public, défense, monnaie avec le crédit et les changes, et les affaires étrangères sous les réserves précédemment citées).

#### Le développement économique et social
Ce titre comprend quatre sections : 
1. La formation des hommes ;
2. Le développement économique (contrats publics pluriannuels entre l'État et les collectivités néo-calédoniennes, les mines) ;
3. La politique sociale (logement social et la mise en place d'une couverture sociale généralisée) ;
4. Le contrôle des outils de développement.

#### L'évolution de l'organisation politique de la Nouvelle-Calédonie
Ce titre fixe les règles de l'organisation de la ou les consultations populaires (jusqu'à trois, en cas de réponses négatives successives et à la demande d'au moins un tiers des membres du Congrès), « au cours du quatrième mandat (de cinq ans) du Congrès » faisant suite à la mise en œuvre de l'accord (2014-2019), portant « sur le transfert à la Nouvelle-Calédonie des compétences régaliennes, l'accès à un statut international de pleine responsabilité et l'organisation de la citoyenneté en nationalité », soit l'indépendance. Le caractère irréversible des dispositions de l'accord est également précisé conditionnant, de fait, tout éventuel retour en arrière à la fois à un référendum et à une modification constitutionnelle.
L'organisation de cette « consultation sur l'accession à la souveraineté » est prévue par l'Article 77 de la Constitution, et est détaillée au titre IX de la loi organique relative à la Nouvelle-Calédonie du 19 mars 1999 qui applique sur un plan juridique les dispositions de l'accord. 
Elle doit avoir lieu pendant la mandature commençant aux élections provinciales de mai 2014, et au plus tard six mois avant la fin de cette mandature, soit une « période référendaire » s'étalant de mai 2014 à décembre 2018. La date de sa tenue est fixée par une délibération votée par le Congrès à la majorité des 3/5 ou, si cette assemblée ne s'est toujours pas décidée à la fin 2017, par décret du gouvernement de la République (article 217). Le texte de la question est fixé par le décret de convocation des électeurs, quoi qu'il arrive pris en conseil des ministres après consultation du gouvernement de la Nouvelle-Calédonie. 
En vérité, ce sont plusieurs consultations qui sont prévues puisque si le premier scrutin aboutit à un rejet « de l'accession à la pleine souveraineté » par une « majorité des suffrages exprimés », un deuxième peut être organisé « sur la même question » et « à la demande écrite du tiers des membres du congrès [soit 18 élus], adressée au haut-commissaire et déposée à partir du sixième mois suivant le [premier] scrutin », à l'exception d'une période de « six mois précédant le renouvellement général du congrès ». Une fois cette demande faite dans les délais impartis, une « nouvelle consultation a lieu dans les dix-huit mois suivant la saisine du haut-commissaire », sauf encore dans les six mois précédant de nouvelles élections provinciales (article 217). La possibilité d'une troisième consultation en cas d'un second refus de l'indépendance, prévue par l'accord de Nouméa, est absente de la loi organique, remplacée, au quatrième alinéa de l'article 217, par une réunion du comité des signataires pour examiner « les conditions dans lesquelles sera poursuivie la mise en œuvre des dispositions de l'accord ». Ce dernier alinéa a été déclaré « contraire à la constitution » par la décision no 99-410 DC du 15 mars 1999 du Conseil constitutionnel, au motif « qu'il résulte clairement des stipulations précitées de l'accord de Nouméa [...] qu'en deuxième lieu, en cas de réponse négative à la deuxième consultation, une troisième consultation doit être organisée selon la même procédure et dans les mêmes délais ; qu'enfin, la réunion du comité des signataires de l'accord de Nouméa pour examiner la situation née de réponses négatives ne peut intervenir qu'à l'issue de trois consultations successives ». Aucune modification ultérieure de la loi organique n'a pourtant, en date du 1er janvier 2013, réintégré la possibilité d'une telle troisième consultation dans le texte. 
Le corps électoral pour cette (ou ces) consultation(s) est encore plus restreint que celui prévu pour les élections provinciales. Ainsi, selon l'article 218, le vote est limité à ceux qui ont ou auraient pu participer au scrutin de 1998, et ceux pouvant justifier d'une durée de vingt ans de domicile continu en Nouvelle-Calédonie à la date de la consultation et au plus tard au 31 décembre 2014.

#### L'application de l'accord
Elle est divisée en cinq sections sur :
1. Les textes (surtout la préparation du projet de révision de la Constitution française et de celui de loi organique relative à la Nouvelle-Calédonie) ;
2. Les consultations « auprès des organisations politiques, coutumières, économiques et sociales sur l'accord conclu, à l'initiative des signataires » ;
3. Le scrutin de 1998 d'approbation par la population néo-calédonienne de l'accord ;
4. Les premières élections aux assemblées de province et au Congrès (« dans les six mois suivant l'adoption des textes relatifs à l'organisation politique de la Nouvelle-Calédonie ») ;
5. Le Comité des signataires.

## Consultation populaire
La consultation populaire d'approbation de l'accord est organisée en Nouvelle-Calédonie le dimanche 8 novembre 1998. 

### Question posée
« Approuvez-vous l'Accord sur la Nouvelle-Calédonie signé à Nouméa le 5 mai 1998 ? »

### Campagne
La classe politique locale se divise sur la question de l'accord de Nouméa. 
Les personnalités politiques et partis suivants appellent à voter « oui », pour des raisons invoquées souvent diamétralement opposées entre partisans et opposants de l'indépendance :
- les deux principaux signataires, le RPCR de Jacques Lafleur (qui met l'accent sur « au moins 20 ans de paix et de stabilité » et sur un « avenir dans la République ») et le FLNKS de Roch Wamytan (au nom du « souci de l'intérêt général du pays et des générations futures »),
- les deux autres mouvements indépendantistes, de tradition modérée, représentés dans les institutions, le parti Libération kanak socialiste (LKS) de Nidoïsh Naisseline (« c'est l'avenir de notre pays qui en est l'enjeu ») et la Fédération des comités de coordination indépendantistes (FCCI) de Raphaël Mapou, Léopold Jorédié et François Burck (« oui à la longue marche des hommes et des femmes de ce pays, le oui à notre histoire commune pour qu'elle ne s'arrête pas ») ;
- les maires divers droite de Bourail et de Dumbéa, respectivement Jean-Pierre Aïfa et Bernard Marant, opposants de longue date au RPCR ;
- Delin Wema, ancien cadre kanak du RPCR en Province Nord devenu l'une des figures de Développer ensemble pour construire l'avenir (DECA) ;
- Thierry Valet et Jean-Claude Legras, deux élus au Congrès sous l'étiquette d'Une Nouvelle-Calédonie pour tous (UNCT, formation créée par des dissidents du RPCR et devenue ensuite la principale formation d'opposition au parti de Jacques Lafleur au sein du camp anti-indépendantiste), qui se sont mis en porte-à-faux avec la position officielle de leur mouvement (pour eux, le « oui [...] concilie à la fois le respect de l'autre, de sa culture, de sa façon de vivre et la nécessaire mobilisation de toutes les énergies pour développer l'économie de la Nouvelle-Calédonie afin de garantir le progrès social et le plein emploi »).

Pour le « non » figurent :
- les deux principales formations non-indépendantistes modérées d'opposition au RPCR : l'UNCT de Didier Leroux, qui voit dans l'accord la préparation d'une « république bananière » qui renforcerait l'hégémonie du RPCR sur la vie politique locale, et le DECA du maire de Koumac Robert Frouin, présentant le texte comme une « duperie » et une « ferme espagnole où chacun trouve ce qu'il a envie d'y trouver », soulignant les différences d'interprétations entre le RPCR et le FLNKS ;
- à la droite anti-autonomiste du RPCR, les sections locales du Front national (FN) de Guy George (« je vous invite à refuser l'abandon et à voter non ») et du Mouvement pour la France (MPF) de Claude Sarran (qui annonce un « accord de connivence » entre « le gouvernement socialiste pour se débarrasser de la Nouvelle-Calédonie, le RPCR pour étendre son hégémonie politico-financière au travers des transferts de compétences et le FLNKS pour satisfaire sa volonté d'indépendance »), ainsi que l'ancien sénateur RPCR Dick Ukeiwé ;
- à la gauche du FLNKS, l'Union syndicale des travailleurs kanaks et des exploités (USTKE) de Louis Kotra Uregei, qui souhaite une indépendance immédiate.

### Résultats
| Choix                     | Choix                     | Votes   | %     |
| ------------------------- | ------------------------- | ------- | ----- |
|                           | Pour                      | 55 400  | 71,86 |
|                           | Contre                    | 21 697  | 28,14 |
|                           |                           |         |       |
| Votes valides             | Votes valides             | 77 097  | 97,34 |
| Votes blancs et invalides | Votes blancs et invalides | 2 105   | 2,66  |
| Total                     | Total                     | 79 202  | 100   |
| Abstention                | Abstention                | 27 496  | 25,77 |
| Inscrits/Participation    | Inscrits/Participation    | 106 698 | 74,23 |

Pourcentage de votes favorables par commune.

« Approuvez-vous l'Accord sur la Nouvelle-Calédonie signé à Nouméa le 5 mai 1998 ? »
| Oui : 55 400 (71,86 %) |  |  | Non : 21 697 (28,14 %) |
| ▲                      |  |  |                        |
| Majorité absolue       |  |  |                        |